# Veyrier
Veyrier is een gemeente en plaats in het Zwitserse kanton Genève.
Veyrier telt 9580 inwoners.